# Академия дельи-Инкамминати

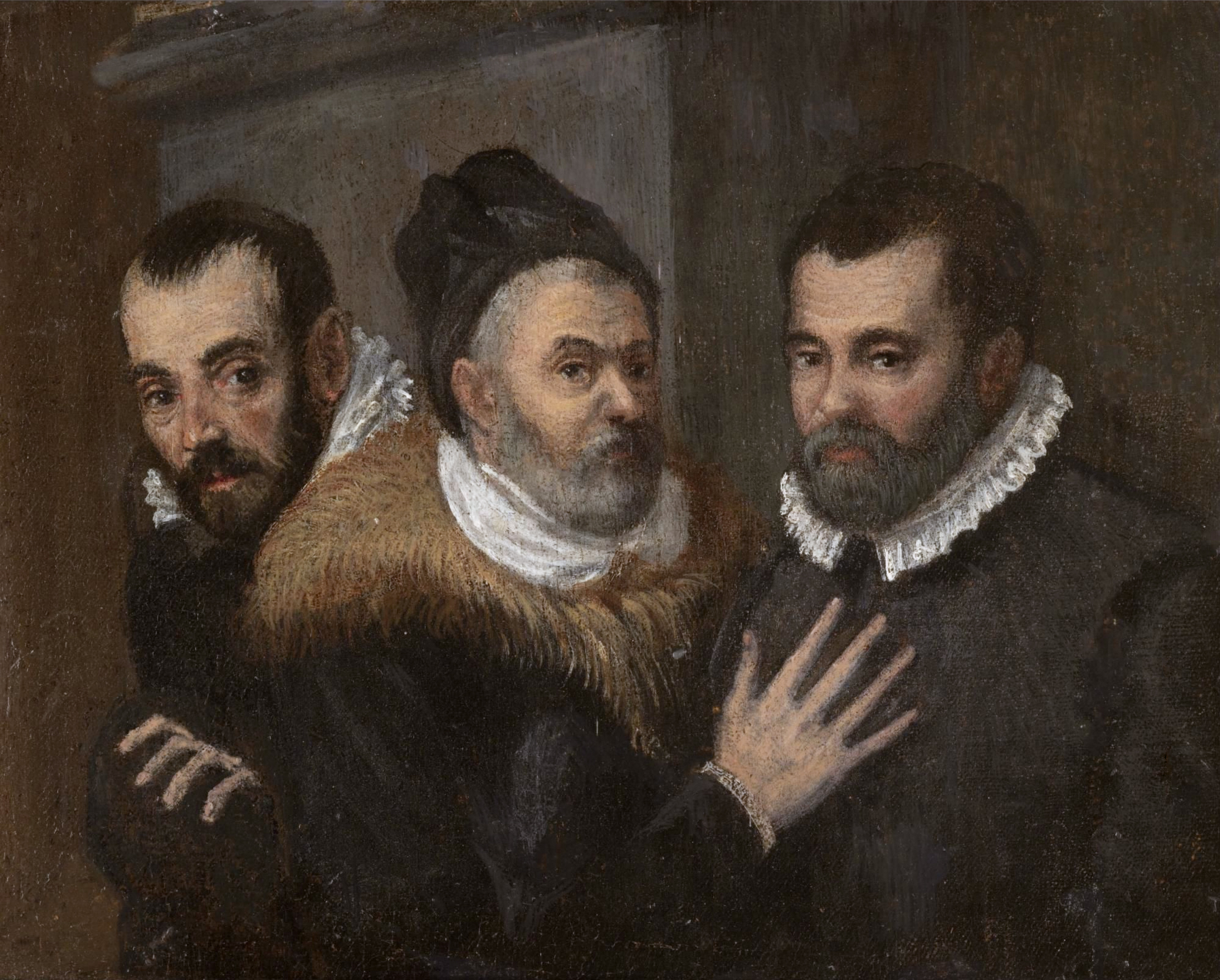
Аннибале, Лодовико и Агостино Карраччи

Академия дельи-Инкамминати (итал. Academia degli Incamminati) — художественная академия, основанная около 1585 года в Болонье братьями Карраччи. Бастион болонской школы живописи.
Академию основал Лодовико Карраччи совместно с двоюродными братьями Аннибале и Агостино. Точная дата основания неизвестна и определяется между 1582 и 1585 годом. Изначально она называлась «Академия деи Дезидерози» (итал. Academia dei Desiderosi), позднее — Академия дельи Инкамминати, что означает «Академия вступивших на правильный путь».
Одним из основных принципов Академии было стремление к синтезу рисунка римской школы (Рафаэля и Микеланджело) и колорита северного итальянского искусства (Корреджо и Тициана). Художественным идеалом считался эклектизм, объединяющий лучшие достижения мастеров прошлого. Ещё одним принципом было рисование с натуры, с целью избежать условности формальных приёмов, господствовавших в то время в маньеризме. Лодовико хотел сделать искусство инструментом, способным пробудить в народе набожность, и полагал, что естественность форм лучше всего воздействует на человеческие чувства. В курс обучения также входили лекции по перспективе, архитектуре и анатомии.
Благодаря активной деятельности Академии её эстетические принципы вскоре приобрели немалое влияние. Академия Карраччи стала самым прогрессивным и влиятельным художественным учебным заведением в Италии того времени. Она была закрыта в 1620 году после смерти Лодовико. Её наиболее известными учениками являются Франческо Альбани, Гвидо Рени и Доменикино.